# Paolo Preite
Paolo Preite (* 2. srpna 1985) je italský zpěvák a kytarista. Narodil se ve městě Frascati. Se skládáním vlastní hudby začal ve svých patnácti letech. Své první album, které dostalo název Don't Stop Dreaming, vydal v květnu roku 2015. Jeho producentem byl americký baskytarista Fernando Saunders žijící v Ostravě. Album bylo tedy částečně nahráno zde, ale i v Římě a Los Angeles. Dále na albu hrál například bubeník Kenny Aronoff. V říjnu 2015 vydal nový singl „Don't Stop Dreaming“. V lednu 2016 představil píseň „Neda“, která se zabývá vraždou íránské studentky Nedy Agha-Soltan. Roku 2018 vydal svou druhou dlouhohrající desku An Eye on the World, na níž se podíleli například Ondřej Pivec, Michael Jerome Moore a Jane Scarpantoni.

## Diskografie
- Don't Stop Dreaming (2015)
- An Eye on the World (2018)
- Fishing for the Dead (2021)